# دان مانویکان
دان مانویکان (انگلیسی: Don Manoukian; زاده ۹ ژوئن ۱۹۳۴ – درگذشته ۲۳ سپتامبر ۲۰۱۴) ورزشکار ارمنی‌تبار اهل ایالات متحده آمریکا بود. مانوکیان بازیکن گارد فوتبال آمریکایی و یک کشتی‌گیر حرفه‌ای بود.